# Hygroamblystegium punae
Hygroamblystegium punae är en bladmossart som först beskrevs av C. Müller, och fick sitt nu gällande namn av Brotherus 1908. Hygroamblystegium punae ingår i släktet Hygroamblystegium och familjen Amblystegiaceae. Inga underarter finns listade i Catalogue of Life.